# Лофтинг, Хью
Хью Джон Лофтинг (англ. Hugh John Lofting, 1886—1947) — английский детский писатель, создатель цикла произведений о докторе Дулиттле, ставшем прототипом доктора Айболита.

## Биография
Родился в Мейденхеде (графство Беркшир), был одним из шестерых детей англичанина Джона Брайна Лофтинга и ирландки Элизабет Агнес (Гэннон) Лофтинг.
В 1904 окончил иезуитскую закрытую школу в Честерфилде, после чего год учился в Массачусетском технологическом институте в США, затем в 1907 окончил Лондонский Политехнический институт, где получил специальность инженера. В 1908—1912 годах в качестве инженера работал в Канаде, в Южной Африке и на Гаванской железной дороге на Кубе. В 1912 поселился в Нью-Йорке, где начал писательскую карьеру.
С началом Первой мировой войны Лофтинг, как подданный Великобритании, работал в США на Британское министерство информации. В 1916 был направлен в ирландскую гвардию в звании лейтенанта, и в 1917—1918 Лофтинг участвовал в боевых действиях во Фландрии и Франции. В 1918 Лофтинг был тяжело ранен в бедро и списан из армии по инвалидности. В 1919 году вместе с семьей вернулся домой в Нью-Йорк, где возобновил литературную деятельность, регулярно публикуя книги о приключениях доктора Дулиттла, регулярно выступал с лекциями и вёл активную переписку с юными читателями. Впоследствии Лофтинги переехали в Коннектикут, а затем — в Калифорнию, где Хью Лофтинг скончался в 1947.

## Личная жизнь
Хью Лофтинг был трижды женат. Первый брак был заключён в 1912 в США с Флорой Смолл, от этого брака у Лофтингов было двое детей — дочь Элизабет Мэри и сын Колин Макмагон. Флора Лофтинг умерла в 1927, и Хью вновь женился в 1928 году, но его вторая жена — Кэтрин Харроуер Петерс — заболела и умерла в том же году.
В 1935 Хью Лофтинг женился в третий раз, на Жозефине Фрикер из семьи немецких переселенцев в Канаде, через год у них родился сын — Кристофер Клемент.

## Экранизации
- Доктор Дулиттл (1967)
- Доктор Дулиттл (1998)
- Доктор Дулиттл 2
- Доктор Дулиттл 3
- Доктор Дулиттл 4
- Доктор Дулиттл 5
- Доктор Дулиттл (мультсериал)[англ.]
- Удивительное путешествие доктора Дулиттла